# Диоцез Турку

Герб архидиоцеза Турку

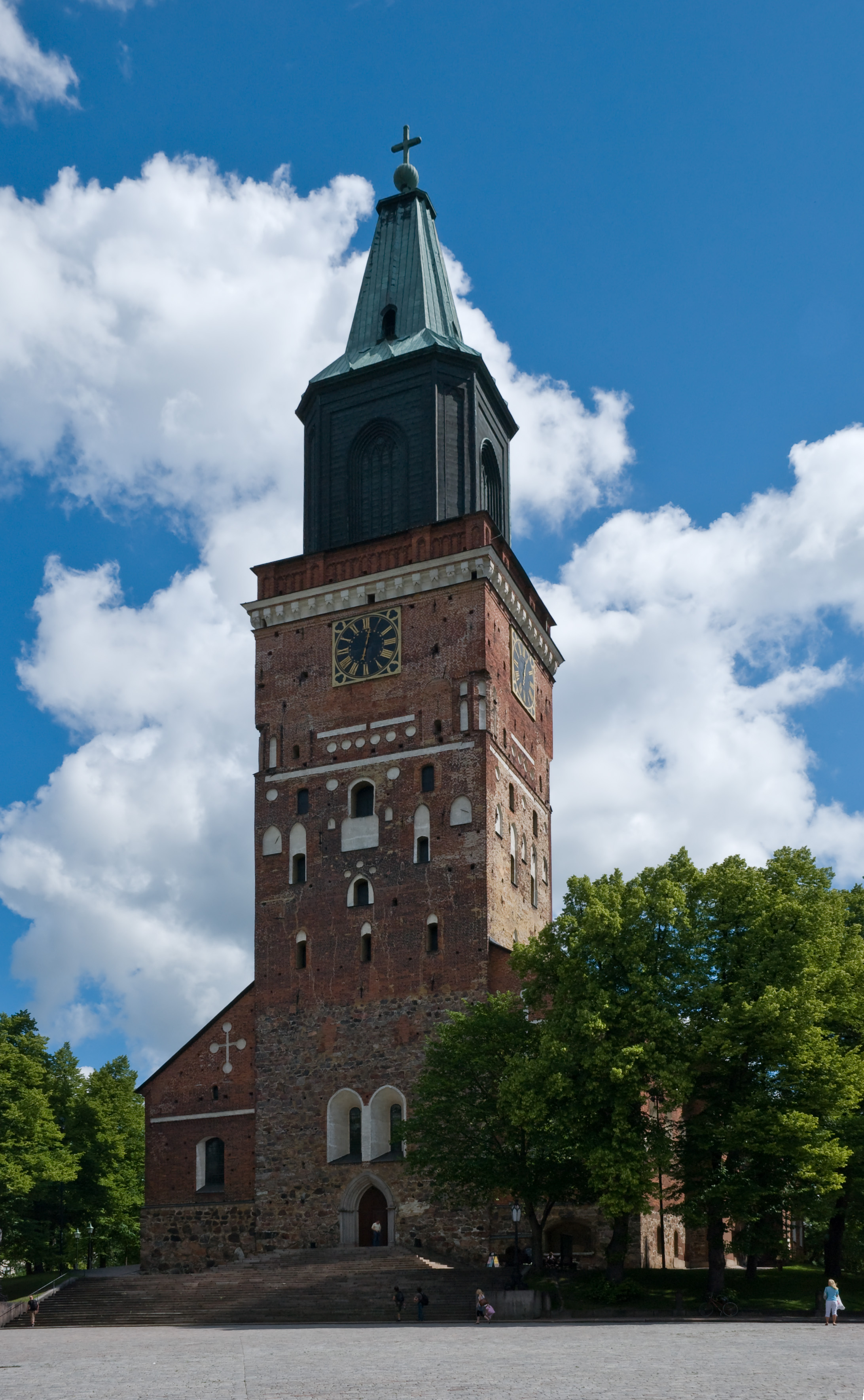
Собор Турку

Диоцез (архидиоцез) Турку (фин. Turun arkkihiippakunta) — диоцез Евангелическо-лютеранской церкви Финляндии. Кафедральным собором диоцеза является Кафедральный собор Турку. Диоцез насчитывает 51 приход.
Архиепископом Турку является Тапио Луома, а вспомогательным епископом — Мари Леппянен.

## История
Под влиянием папских булл шведские магнаты в XII веке организовали крестовые походы для в языческую восточную Балтику. Это привело к распространению католической религии и шведскому завоеванию южной Финляндии в 1249 году. Турку, или Або, стал основным городом в Финляндии и резиденцией епископа. В результате протестантской Реформации в XVI веке король Густав I Ваза основал Церковь Швеции. Главным церковным реформатором в Финляндии был Микаэль Агрикола, который с 1554 года был также епископом Турку.
После русско-шведской войны 1809 года Финляндия вошла в состав Российской империи как автономное Великое княжество. В 1817 году епископ был повышен до архиепископа и, таким образом, стал главой церкви в Финляндии; лютеранство стало государственной религией Великого княжества. В 1870 году церковь был отделена от государства. После того как Финляндия получила независимость в 1917 году, в Конституции 1919 года и Законе о свободе вероисповедания 1922 года Евангелическо-лютеранская церковь Финляндии (наряду с Финляндской православной церковью) стала официальной религией.

## Епископы
Должность была учреждена в 1998 году в помощь архиепископу Турку, главе Евангелическо-лютеранской церкви Финляндии. Должность занимали:
- 1998—2005 — Илкка Кантола
- 2006—2010 — Кари Мякинен
- 2010—2021 — Каарло Каллиала[фин.]
- 2021 — н. в. — Мари Леппянен[фин.]